# Marius Oprea
Marius Oprea (n. 22 mai 1964, Târgoviște) este un istoric, arheolog, poet și eseist român, membru al Uniunii Scriitorilor din România.

## Date biografice
A studiat istoria la Universitatea din București.
A fost membru al cenaclului Universitas condus de profesorul și criticul literar Mircea Martin.
Este autorul unei teze de doctorat cu tema Rolul și evoluția Securității (1948-1964).
Între anii 1999 și 2000 a fost consilier al președintelui Emil Constantinescu apoi consilier de stat pe probleme de securitate în Guvernul Tăriceanu.
În anul 2005 a fondat Institutul de Investigare a Crimelor Comunismului, devenit în 2009 Institutul de Investigare a Crimelor Comunismului și Memoria Exilului Românesc, îndeplinind și funcția de președinte. Schimbarea acestuia din funcție, în anul 2010, a fost considerată de Herta Müller "încă o bătălie câștigată de structuri ale vechiului regim".
„Marius Oprea a avut curajul, asumându-și un risc deloc neglijabil pentru el și familia lui, să descâlcească modul în care Securitatea, privatizându-se, și-a întins tentaculele până în cele mai ascunse cotloane ale puterii.” Dennis Deletant

## Cărți publicate
- Plimbare pe Ulița Tipografiei, Editura Fundației Culturale Române, 1996
- Banalitatea răuluiː O istorie a Securității în documenteː 1949 - 1989 , Editura Polirom, 2002 [7]
- Securiștii partiduluiː Serviciul de cadre al PCR ca poliție politică (coautori : Nicolae Videnie, Ioana Cirstocea, Andreea Nastase, Stejărel Olaru), Editura Polirom, 2002
- Ziua care nu se uită. 15 noiembrie 1987, Brașov (coautor Stejărel Olaru), Editura Polirom, 2002
- The day we won't forget. 15 November, Brașov (coautor Stejărel Olaru), 2002
- Moștenitorii Securității, Editura Humanitas, 2004
- Chipul morții: dialog cu Vladimir Bukovski despre natura comunismului, 2006
- Adevărata călătorie a lui Zahei — Vasile Voiculescu și taina Rugului Aprins, Editura Humanitas, 2008 [8][9]
- Bastionul cruzimii: o istorie a Securității (1948 - 1964), 2008
- Șase feluri de a muri, Editura Polirom, 2009
- Adevarata față a lui Traian Băsescu, Editura Jurnalul, 2012[10]
- Mafia arabă în Româniaː de la Ceaușescu la Iliescu,  Editura Corint, 2016
- Turma păstorului mut, Editura Polirom, 2016
- Neasemuita istorie a Imperiului Român de Răsărit, Editura Polirom, 2017
- Rola 800. Constantin Hagea, omul care a umilit Securitatea, Corint Books, 2018

Poezie
- Pauză de respirație (volum colectiv cu Andrei Bodiu, Caius Dobrescu, Simona Popescu), Editura Litera, 1991
- Solo de trambulină, Editura Paralela 45, 1999
- America! America!, Editura Cartea Românească, 2010
- Întâlnire cu Apostol, Editura Grinta, 2012
- Rețeta fericirii în 92 de poezii (antologie), Ed. a II-a, adăugită, Editura Grinta, 2016